# Batman Azteca: Choque de imperios
Batman Azteca: Choque de Imperios (en inglés: Aztec Batman: Clash of Empires) es una próxima película animada de superhéroes de 2025 dirigida y escrita por Juan Meza-León, que presenta al personaje homónimo de DC Comics —creado por Bob Kane y Bill Finger— reimaginado como un guerrero mexica en la época de la conquista de México encabezada por Hernán Cortés. Se trata de una producción de Particular Crowd de Estados Unidos y Ánima Estudios de México en asociación con Warner Bros. Animation, DC Studios y Chatrone. La película solamente se estrenará en cines mexicanos el 18 de septiembre de la mano de Cinépolis y en el resto del mundo se lanzará por el servicio de streaming  HBO Max el 19 de septiembre.

## Argumento
El padre de Yohualli Coatl, un joven azteca, es asesinado por los conquistadores españoles. Después de esto, advierte al rey Moctezuma del peligro y trabaja con los del templo de Tzinacan para desarrollar armamento y equipo para enfrentar a los invasores españoles.

## Elenco
- Horacio García Rojas[3][4] como Yohualli Coatl/Batman, un niño privilegiado que forma parte del sacerdocio de los aztecas , cuya vida se desmorona cuando el conquistador español Hernán Cortés asesina a su padre. Su alter ego es Batman, y se dedica a proteger su hogar de Cortés y vengar la muerte de su padre.

- Omar Chaparro[3] como Yoka/Guasón, un sacerdote conservador y estricto, a quien el dios Huitzilopochtli le ordena realizar sacrificios humanos, lo que le hace perder la cordura.

- Álvaro Morte[3] como Hernán Cortés/ Dos Caras, el conquistador que aspira a conquistar la ciudad de Tenochtitlan.

## Producción
El 13 de junio de 2022, en el Festival Internacional de Cine de Guadalajara, HBO Max Latinoamérica anunció que había comenzado la producción de la película. La primera colaboración de Ánima y Warner Bros. Animation, la película está dirigida por Juan Meza-León y producida por José C. García de Letona y Fernando De Fuentes de Ánima. La película está basada en personajes centrados en Batman y está completamente producida en México. Sam Register y Tomás Yankelevich se desempeñaron como productores ejecutivos, mientras que Alejandro Díaz Barriga se desempeñó como consultor cultural.
Algunos críticos dijeron que la colaboración entre Warner Bros. Animation y compañías latinoamericanas es probablemente "una de muchas", y señalaron que HBO Max Latinoamérica tiene como objetivo "lanzar entre 50 y 70 originales de la sucursal de América Latina" para 2023. En junio de 2022, Horacio García Rojas fue elegido para interpretar a Yohualli/Batman. Para septiembre de 2022, Aaron D. Berger y Carina Schulze se unieron al equipo de producción de la película.

## Lanzamiento
Batman Azteca: Choque de imperios se estrenará en cines de México el 18 de septiembre del 2025, dejando atrás su lanzamiento original en HBO Max Latinoamérica(al menos solo para México).
Un día después se lanzará en HBO Max para el resto del mundo.

## Recepción

### Controversia
Durante el mes de julio el trailer fue subido a redes tras su presentación en la Convención Internacional de Cómics de San Diego y posterior a esto se desató una ola de críticas, debido a que la representación de españoles como bárbaros era exagerada e inexacta por lo que la tacharon como una película hisponofóbica y promotora de la leyenda negra.